# Ivan Kardum
Ivan Kardum (Osijek, 18 luglio 1987) è un calciatore croato, portiere del Lackenbach.

## Carriera

### Club
Il 3 febbraio 2016 viene acquistato dalla squadra lituana del Sūduva.

### Nazionale
Ha giocato nelle nazionali giovanili croate Under-18 ed Under-19.

## Palmarès

### Club

#### Competizioni nazionali
- Campionato lituano: 3

Sūduva: 2017, 2018, 2019
- Coppa di Lituania: 1

Sūduva: 2019
- Supercoppa di Lituania: 2

Sūduva: 2018, 2019